# Adjoa Andoh
Adjoa Andoh (ur. 1963 w Clifton) – angielska aktorka.

## Życiorys
Urodziła się w 1963 r. w dzielnicy Bristolu Clifton jako córka angielskiej nauczycielki i księgowego pochodzącego z Ghany. Wychowała się w Cotswolds, gdzie była jedyną czarną dziewczyną w gimnazjum. Początkowo planowała studia prawnicze, ale ostatecznie porzuciła je, gdyż znacznie lepiej radziła sobie w uniwersyteckiej kobiecej trupie teatralnej. Po porzuceniu studiów zamieszkała w londyńskim skłocie i pracowała jako sprzątaczka w hotelu, a wieczorami występowała w teatrze eksperymentalnym.
Występowała m.in. na scenach National Theatre, Royal Shakespeare Company, The Globe i Donmar Warehouse, grając m.in. sztukach Williama Szekspira tytułowe role w Ryszardzie II i Ryszardzie III. W ciągu kariery grała także na planach seriali, filmów i w telenowelach. Jest członkinią Royal Society of Literature i wykładała w Royal Academy of Arts.
Jest diakonką swojej parafii kościoła anglikańskiego.
Ma troje dzieci i wnuka.